# Kanzel (Haunswies)

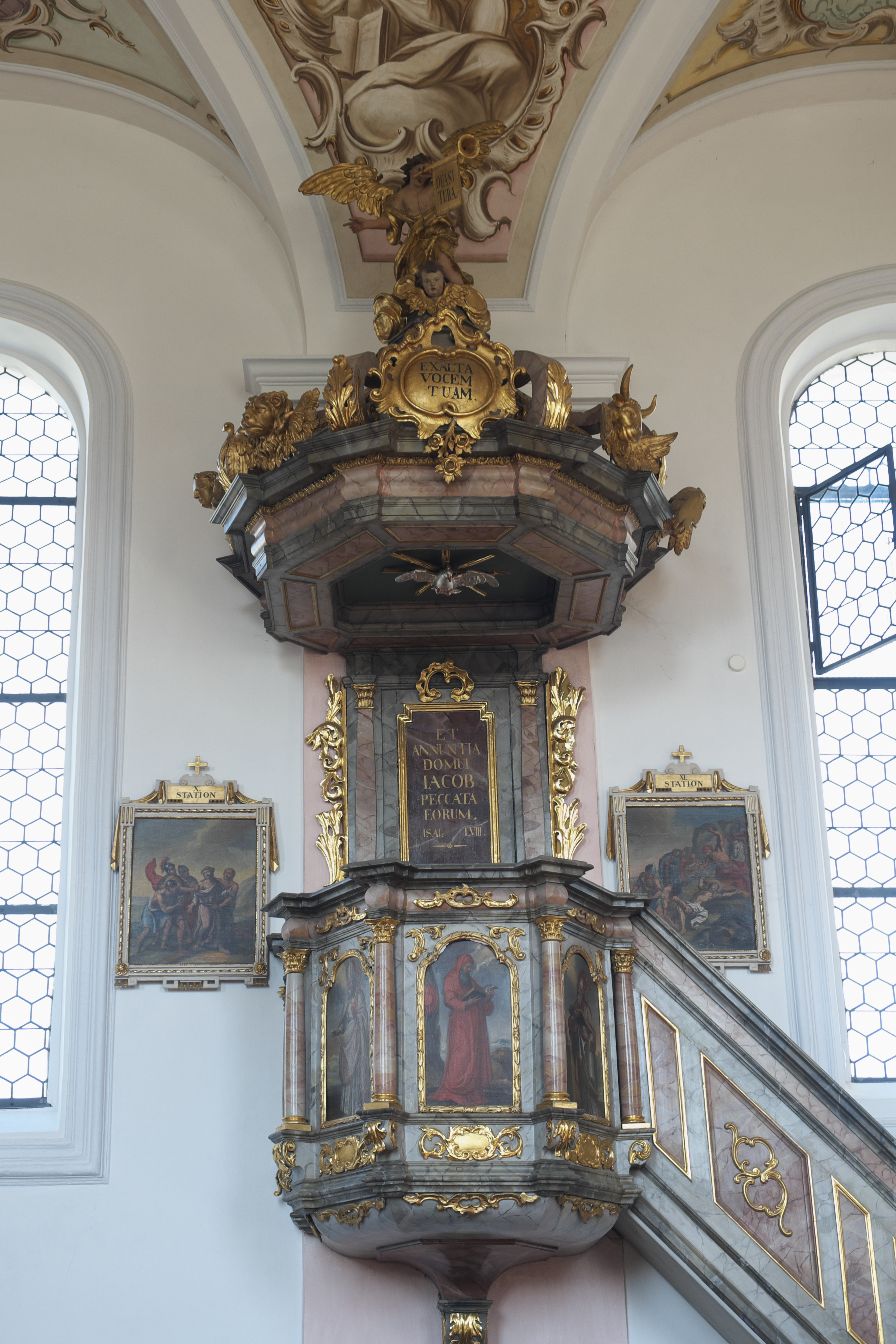
Kanzel in Haunswies

Die Kanzel in der katholischen Pfarrkirche St. Jakobus der Ältere in Haunswies, einem Gemeindeteil von Affing im Landkreis Aichach-Friedberg im bayerischen Regierungsbezirk Schwaben, wurde 1717 von Georg Loder geschaffen. Die Kanzel ist ein Teil der als Baudenkmal geschützten Kirchenausstattung.
Die hölzerne Kanzel im Stil des Barocks besitzt am Kanzelkorb Bilder der abendländischen Kirchenväter, die von Säulen mit korinthischen Kapitellen gerahmt werden. 
Der sechseckige Schalldeckel wird von einem Posaunenengel von Ehrgott Bernhard Bendl bekrönt. Auf dem Gesims sind die Evangelistensymbole angebracht und an der Unterseite ist eine Heiliggeisttaube zu sehen. An der Posaune des Engels hängt eine Fahne mit den Worten „Quasi tuba“ und darunter steht die Inschrift „Exalta vocem tuam“. An der Kanzelwand setzt sich die Inschrift fort: „Et anuntia domui Iacob peccata eorum“ (Jesaja 58,1: clama ne cesses quasi tuba exalta vocem tuam et anuntia populo meo scelera eorum et domui Iacob peccata eorum – Rufe getrost, schone nicht, erhebe deine Stimme wie eine Posaune und verkündige meinem Volk ihr Übertreten und dem Hause Jakob ihre Sünden).

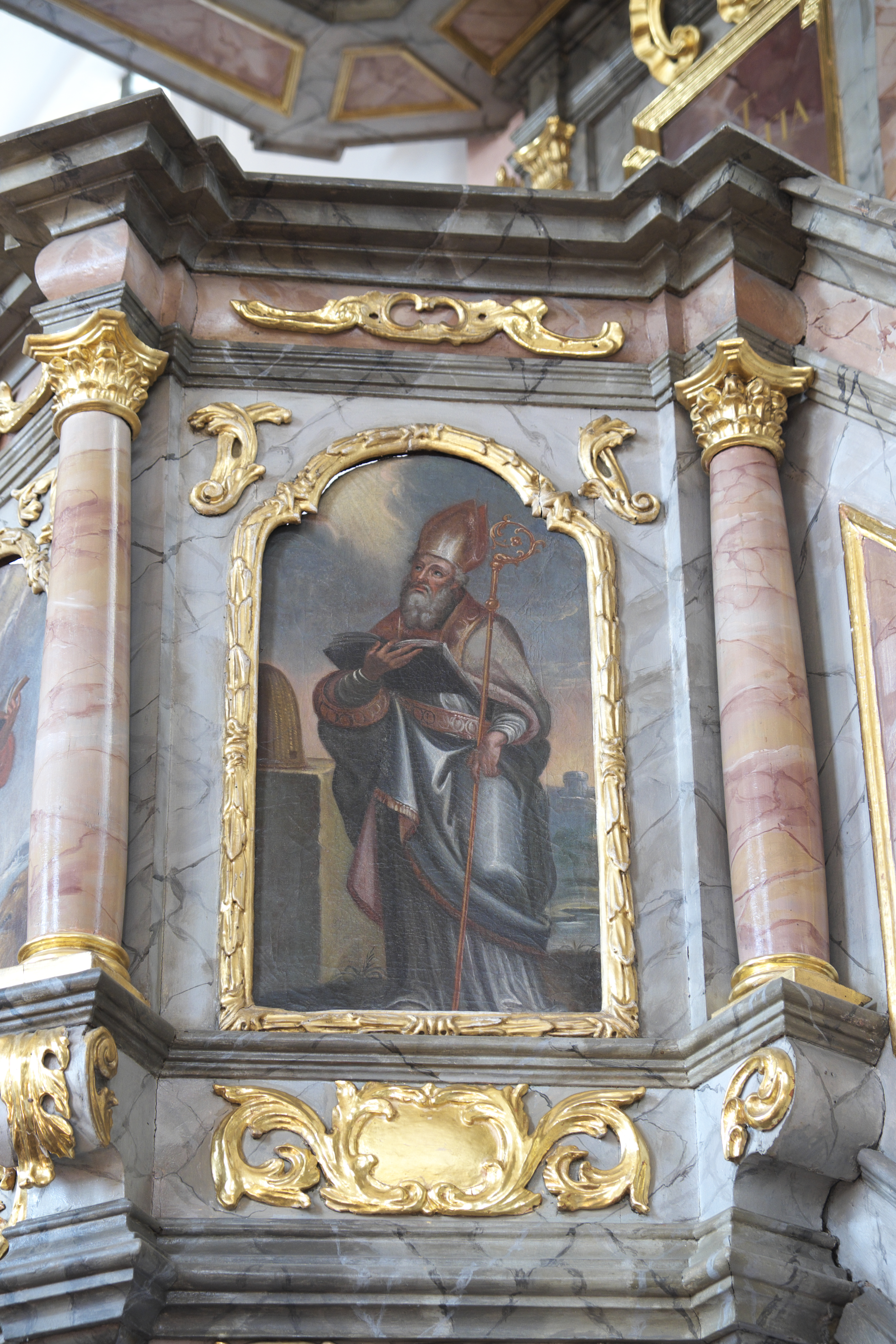
Heiliger Ambrosius
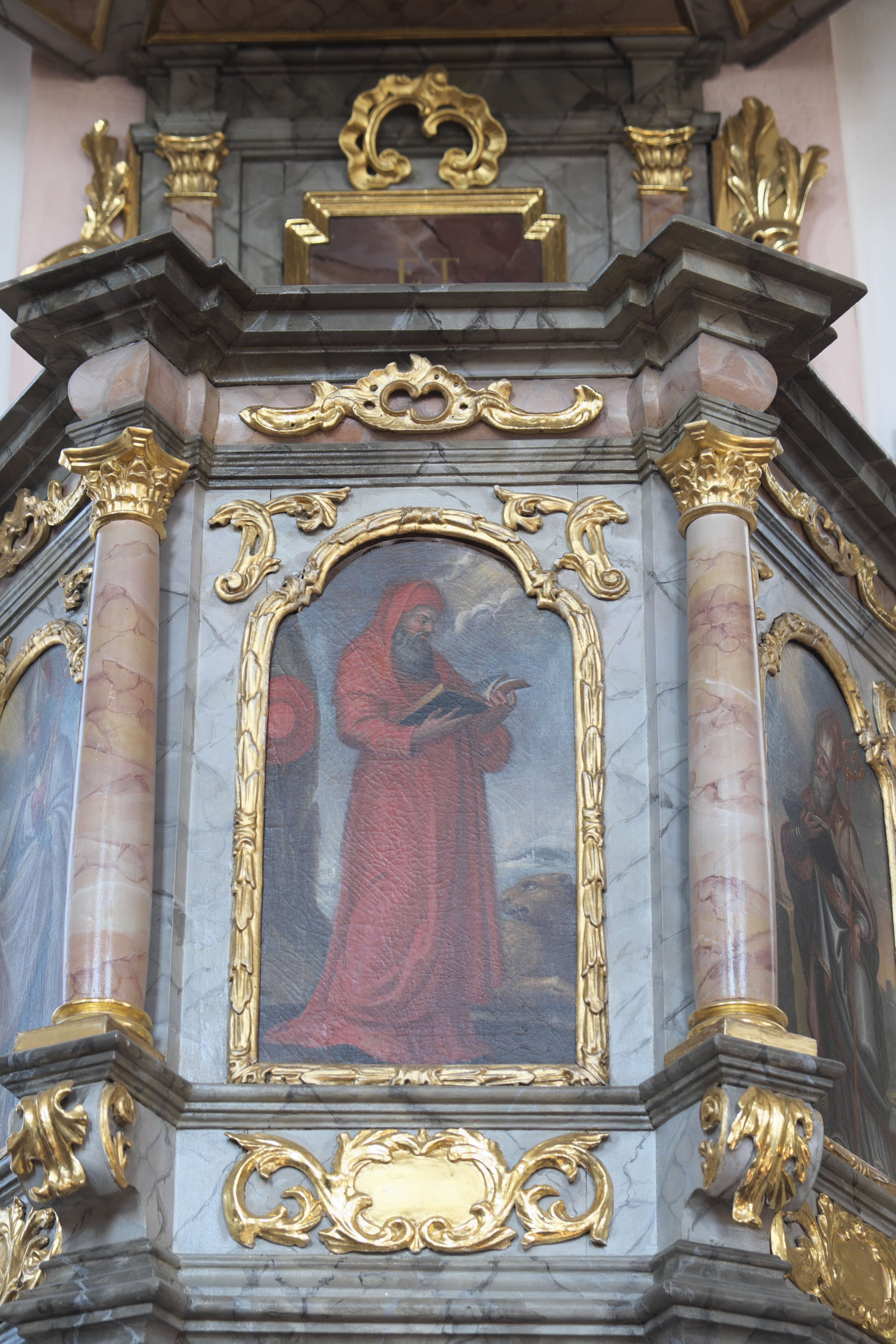
Heiliger Hieronymus
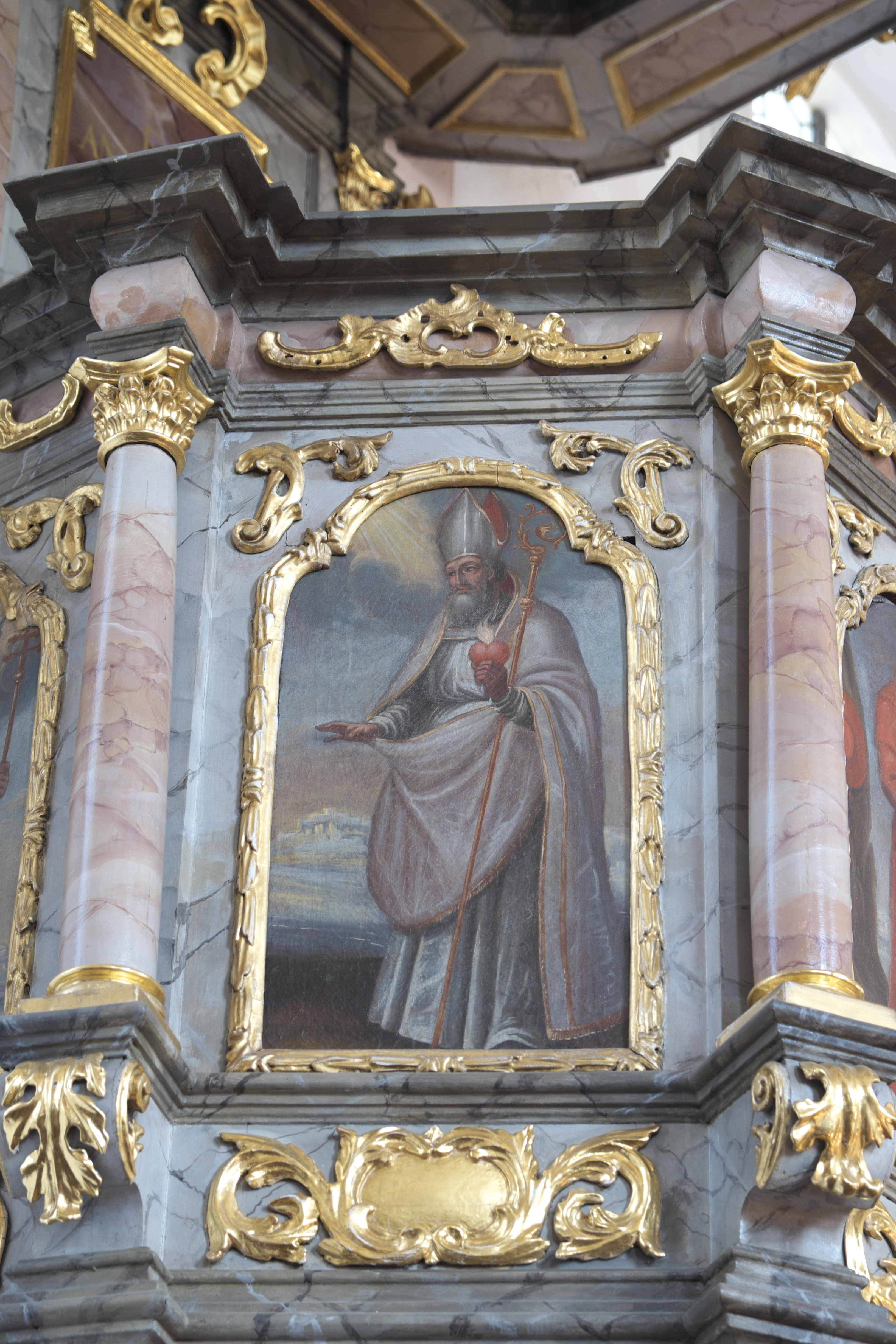
Heiliger Augustinus
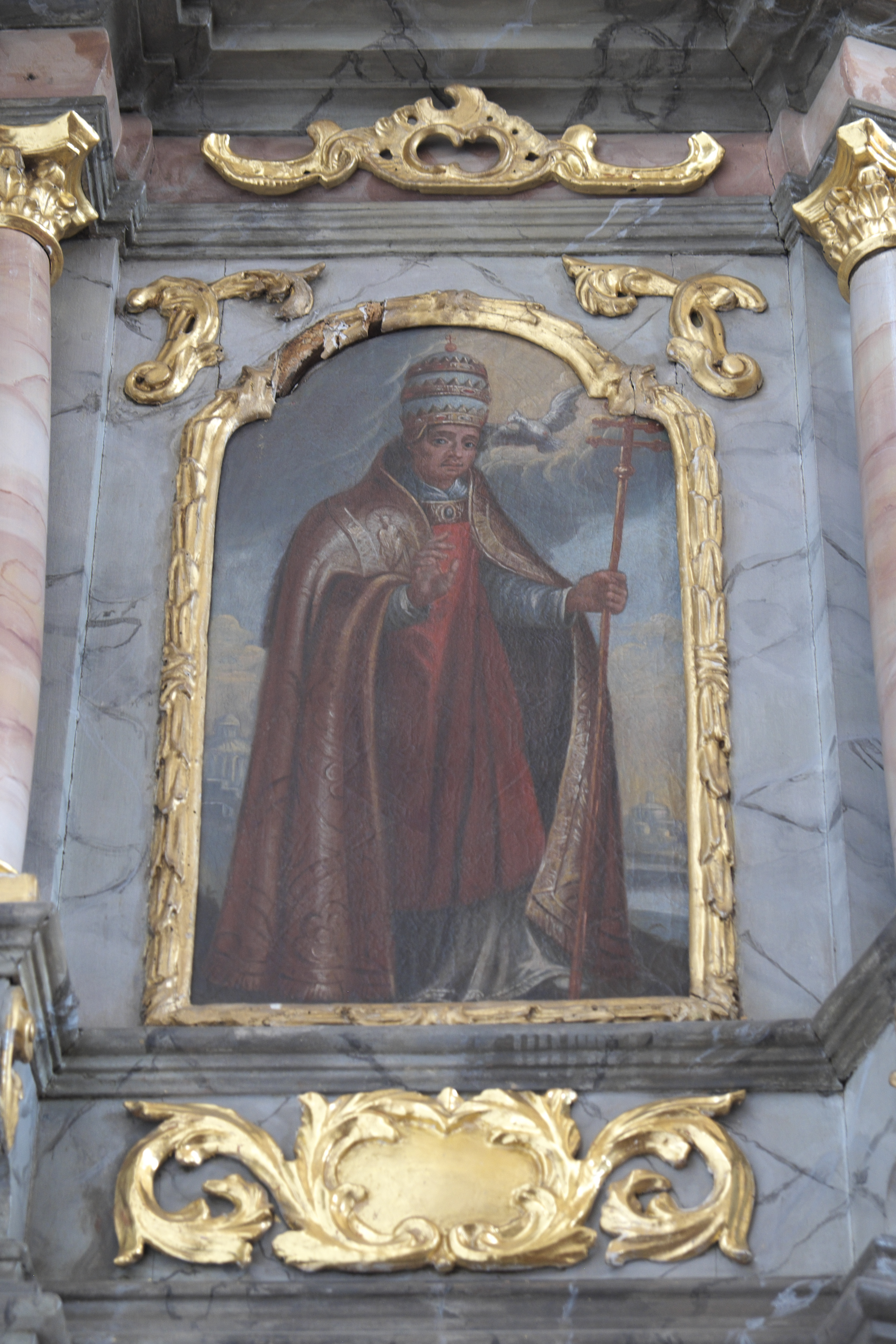
Papst Gregor der Große
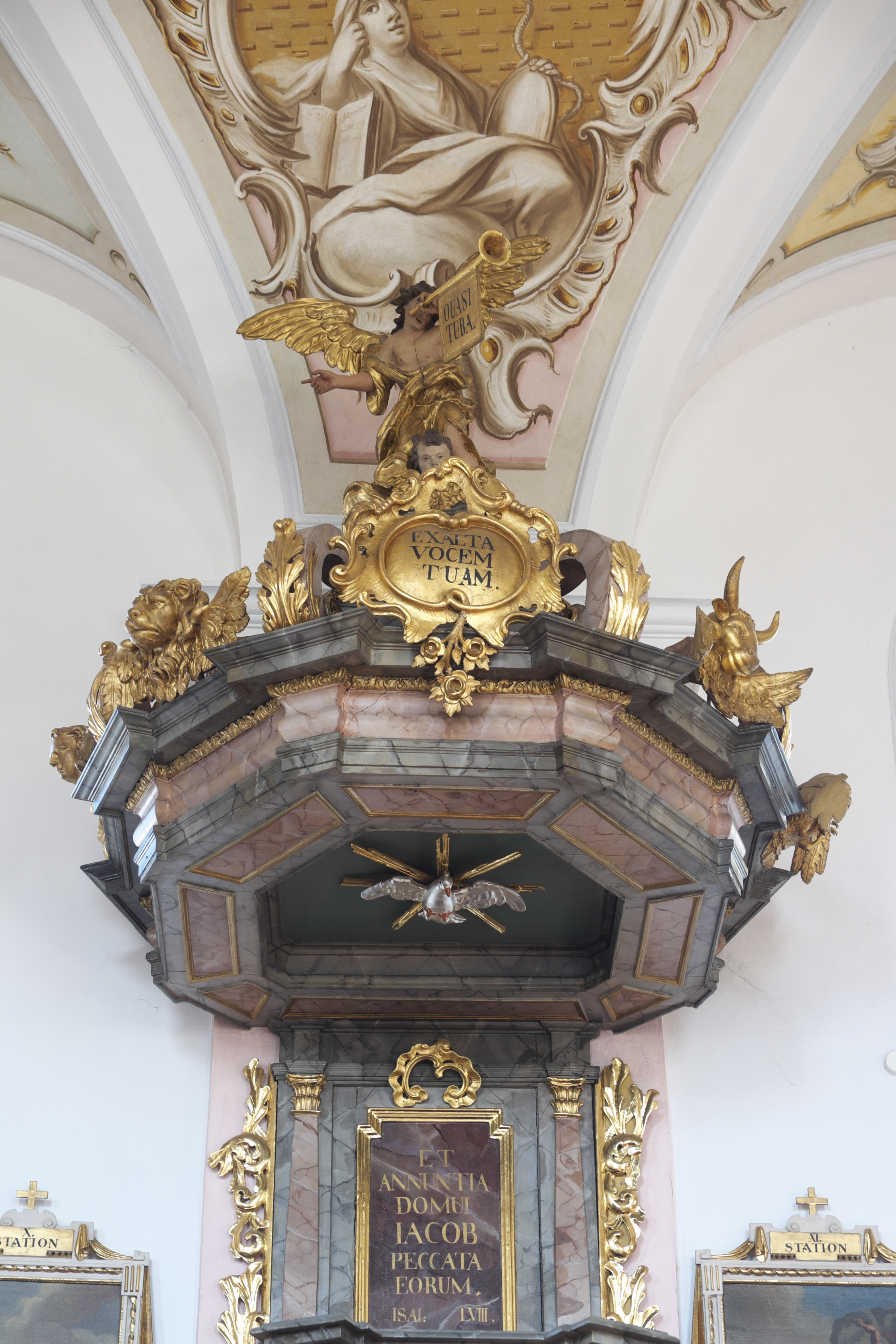
Schalldeckel und Kanzelrückwand